# Grace-Eisstrom
Der Grace-Eisstrom ist ein Eisstrom an der English-Küste des Palmerlands im Südteil der Antarktischen Halbinsel. Er fließt 20 km südöstlich der Eklund-Inseln in westlicher Richtung zum George-VI-Schelfeis im George-VI-Sund.
Das UK Antarctic Place-Names Committee benannte ihn 2018. Namensgebend ist das Akronym für das deutsch-US-amerikanische Gravity Recovery and Climate Experiment.